# Џоунсвил (Индијана)
Џоунсвил (енгл. Jonesville) град је у америчкој савезној држави Индијана.

## Демографија
По попису из 2010. године број становника је 177, што је 43 (-19,5%) становника мање него 2000. године.
| Група             | 2000.       | 2010.       |
| Белци             | 208 (94,5%) | 164 (92,7%) |
| Афроамериканци    | 8 (3,6%)    | 0 (0,0%)    |
| Азијати           | 0 (0,0%)    | 0 (0,0%)    |
| Хиспаноамериканци | 1 (0,5%)    | 7 (4,0%)    |
| Укупно            | 220         | 177         |